# Rarities (Skiantos)
Rarities è una raccolta degli Skiantos pubblicata nel 2004 e contenente inediti, registrazioni dal vivo, rarità e remix.

## I brani
- La canzone Mio cuggino è una parodia del singolo Mio cuggino di Elio e le Storie Tese, che, ovviamente, sono citati nel brano.
- Le canzoni Sgommavo sul piazzale e Babbo Rock verranno riproposte nelle loro versioni originali nelle bonus track, dell'album Pesissimo!.
- La canzone Angolo B, scritta da Claudio Lolli e Dandy Bestia per la musica e da Lolli con Freak Antoni per il testo[2] parla di Bologna (il titolo è il nome della città letto al contrario).
- La canzone Bocca di Rosa è una cover dell'omonimo brano di Fabrizio De André.

## Tracce
1. Col mare di fronte (Radio Edit)
2. Pacifisti oltranzisti (Radio Edit)
3. Mio cuggino
4. Invasione di campo (live 2001)
5. Angolo B
6. Fischia il vento
7. Bocca di Rosa
8. Signore dei dischi (Rockmix)
9. Il sesso è peccato farlo male (Rapmix)
10. Le ragazze mi dicono di no (Remix)
11. Rantola ancora (Remix)
12. Tormento al tramonto (demo 1988)
13. Sgommavo sul piazzale (demo 1982)
14. Babbo Rock (demo 1982)
15. Italiano ridens (live 1996)
16. Sono contro (live 1989)
17. Diventa demente (live 1988)